# Lipan
Lipan (Tindi) je pleme šire grupe Apača, porodice Athapaskan, nekad rasprostranjeno sve od Rio Grande u Novom Meksiku pa preko istočnih dijelova kasnijeg Teksasa jugoistočno do velikog zaljeva Gulf of Mexico. Najbliži srodnici Lipana su Jicarilla Apači koji su im jezično najbliži. Orozco y Berra (1864) navodi da su se u ranom 19. stoljeću sastojali od tri bande i naziva ih : Lipanjenne, Lipanes de Arriba i Lipanes Abajo. 
Prema Mooney (1928), na koje se pozivaju svi kasniji autori, populacija Lipana, iznosila je tek 500, više nego skromno i realno, ako se pogleda prostor na kojemu je bilo moguće naletjeti na njih. Njima istočni susjedi, Caddo Indijanci, nazivali su ih imenom Cances, ili "deceivers". Sami sebe oni su nazivali Na-izha'ń ("ours" ili "our kind."). Naziv Lipan nastao je od Ipa-n'de, čije značenje baš i nije razjašnjeno. Zna se samo da riječ n'de označava ‘ljude’. 
Lipani pod utjecaj misionara dolaze u ranoj 2. polovici 18. stoljeća. Godine 1757. za njih je utemeljena misija San Saba ali su je uništili Komanči i Wichita Indijanci. Godine 1761./2. podignute su druge misije San Lorenzo i Candelaria, ali 1767. i one doživljavaju sličnu sudbinu. 
Komanči su već davno prije protjerali Apače iz zapadnog Teksasa ali ne i Lipane koji su nastavili lutati tim područjem. Tako se oni 1839. udružuju s Teksašanima u borbi protiv Komanča. No od bijelaca nisu imali puno koristi, štoviše od 1845. do 1856. protjerani su iz Teksasa na područje Coahuile u Meksiku. U Meksiku Lipani ostaju sve do 1903. kada ih se 19 preživjelih nastanilo u sjeverozapadnoj Chihuahui, ostadoše tamo do 1905. Iste godine Lipani su smješteni na rezervat Mescalero u Novom Meksiku, gdje još moguće imaju potomaka. Neki od njih priključili su se i plemenima Tonkawa i Kiowa Apache. 

## Vanjske poveznice
- Lipan Apaches in Texas
- Lipan Apache (Tindi)
- Lipan Apache Nation
- Lipan Apache